# 타망어

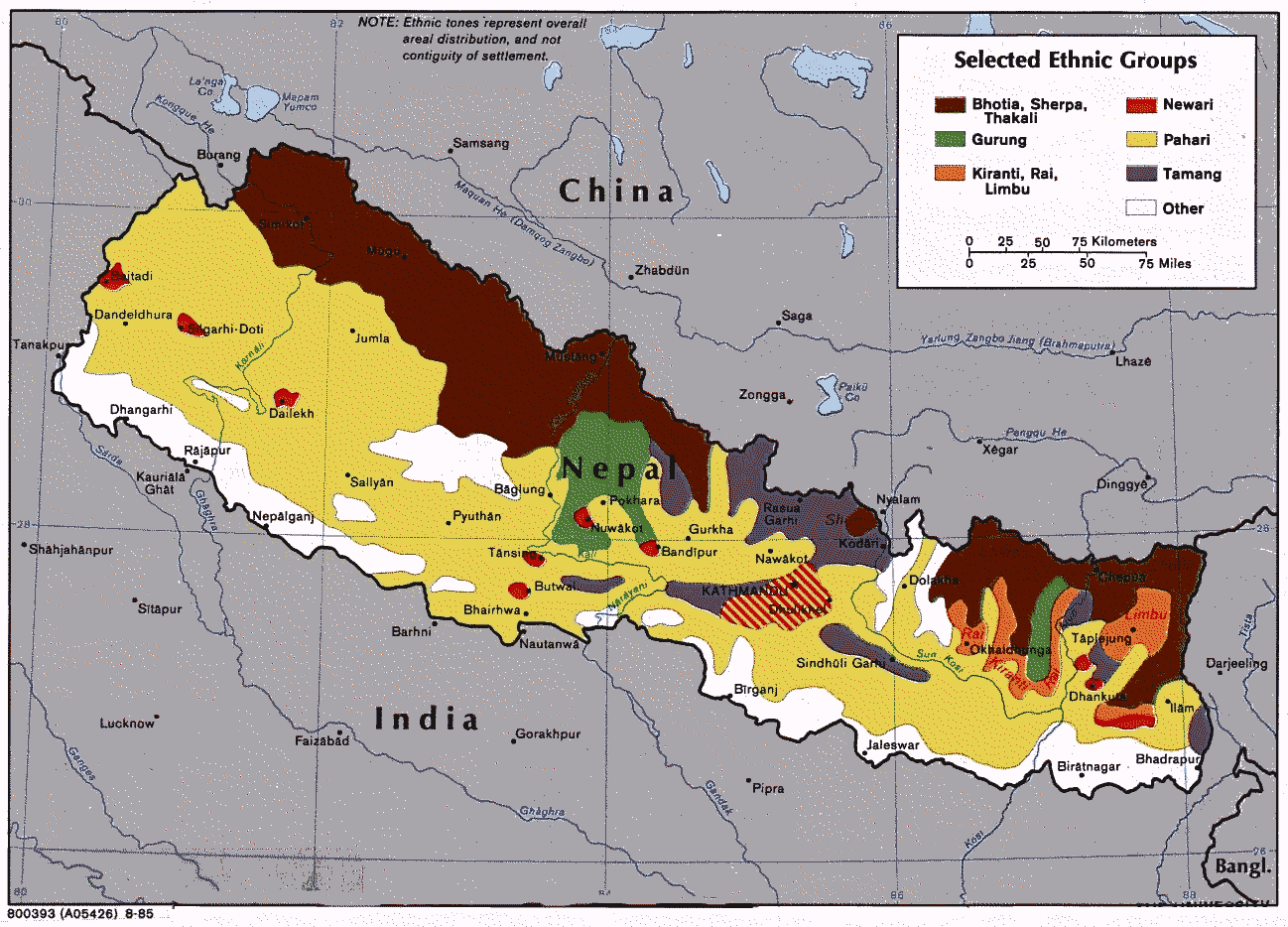
네팔의 민족 분포도. 진회색이 타망어를 쓰는 타망족.

타망어(Tamang)는 네팔 등지에 거주하는 타망족이 사용하는 언어이다. 중국티베트어족 타망어군으로 분류되는데 인근의 구룽어 등이 여기에 함께 속한다. 화자 수는 2011년 기준 약 135만 명으로, 네와르어와 함께 네팔에서 가장 많이 쓰이는 중국-티베트계 언어이다. 여러 방언이 방언 연속체를 이루며, 의사소통성에 근거하여 크게 동부 방언, 서부 방언, 그리고 동부 고르카 방언으로 묶을 수 있다.
표기에는 티베트 문자를 변형한 Tamyig 문자를 쓰기도 하고 데바나가리 문자를 쓰기도 한다.

## 같이 보기
- 타망족